# 115 Eskadra IAF
115 Eskadra (Latający Smok) – uderzeniowa eskadra Sił Powietrznych Izraela, bazująca w Owda w Izraelu.

## Historia
Eskadra została sformowana w 1948 i składała się z samolotów pasażerskich DH89A Dragon Rapide, które służyły do 1956 roku. W tym samym roku eskadra otrzymała samoloty myśliwskie Mosquito i Meteor T.7. W 1960 eskadrę rozwiązano.
W listopadzie 1964 ponownie sformowano 115 Eskadrę, którą uzbrojono w samoloty myśliwsko-bombowe MD 450 Ouragan. W 1969 eskadrę wzmocniono 24 samolotami szturmowymi A-4 Skyhawk.
Na początku lat 90. do 115 Eskadry zaczęto wprowadzać samoloty wielozadaniowe F-16A/B. Począwszy od 2006, eskadra używa wyłącznie samoloty wielozadaniowe w wersji F-16I.

## Wyposażenie
Na wyposażeniu 115 Eskadry znajdują się następujące samoloty:
- samoloty wielozadaniowe F-16I.